# E. R. Dodds
Eric Robertson Dodds (Banbridge, Condado de Down, 26 de julio de 1893-Old Marston, 8 de abril de 1979) fue un filólogo clásico irlandés. Firmó todas sus publicaciones como E. R. Dodds.

## Biografía y carrera académica
Nacido en el seno de una familia protestante de profesores, realizó sus años de escolaridad en el St. Andrew College de Dublin y, tras la muerte de su padre, a sus 7 años, en el Campbell College de Belfast. En 1912, gracias a una beca, se matricula en estudios clásicos en el University College de Oxford. Ahí, bajo la influencia de John Alexander Stewart, se interesa por el neoplatonismo. Gilbert Murray despierta su interés en Eurípides y los estudios religiosos. El estallido de la Primera Guerra Mundial lo sorprende recién llegado de unas vacaciones en Alemania. Tras servir durante algún tiempo en un hospital militar en Serbia, retorna a Oxford. Durante esos años conoce y forma un grupo de lecturas poéticas con Aldous Huxley, T. S. Eliot, y otros.
Tras obtener su título en 1917 y debido a las disputas y tensiones internas en Oxford, regresa a Dublin, donde, durante los siguientes 2 años, enseña en 3 sitios diferentes. Ahí conoce a W. B. Yeats, George William Russell, Lennox Robinson, entre otros importantes escritores. Debido a tensiones políticas e ideológicas, Dodds decide volver a Inglaterra, donde se radica desde 1919.
Ese mismo año obtiene el puesto de 'Lecturer in Classics' en la Universidad de Reading, donde permanece hasta 1923, profundizando principalmente sus estudios sobre Neoplatonismo, llegando incluso a adoptarlo por un tiempo como cierta forma de fe. En 1923 se casa con Annie Edwards Powell, por entonces 'Lecturer in English' en la misma universidad.
En 1924, llega a la cátedra de griego de la Universidad de Birmingham, puesto que ocupa hasta 1936. En sus aulas conoce al poeta Louis MacNeice, con quien entabla una profunda amistad y una fructífera colaboración académica. Dodds ayudó a MacNeice en su traducción del Agamenón de Esquilo, y tras la muerte del poeta en 1963, actuó como albacea de su obra. Durante estos años en Birmingham, Dodds publica estudios sobre San Agustín, Eurípides y una edición comentada de Proclo.
En 1936 queda vacante el puesto de "Regius Professor" de griego en Oxford debido al retiro de Gilbert Murray. El por entonces primer ministro británico, Stanley Baldwin, deja en manos del mismo Murray la elección de su sucesor, quien en perjuicio de las candidaturas naturales de John Dewar Denniston, por entonces el más afamado helenista de Oxford debido, en gran medida, a la publicación de su clásico 'The Greek Particles' en 1934, y del joven Maurice Bowra decide optar por Dodds, despertando con ello cierto malestar y descontento entre los académicos de Oxford. Esto, sumado a las sospechas que despertaba su republicanismo irlandés y sus ideas socialistas, hicieron que posteriormente Dodds y su mujer se arrepintieran durante algún tiempo de su trasladado a Oxford. Con el pasar de los años, sin embargo, el trato con sus colegas fue mejorando y las tensiones fueron cediendo, manteniéndose, así, en su puesto hasta su retiro en 1960.
Tras el estallido de la Segunda Guerra Mundial, Dodds se mostró abiertamente favorable a las acciones militares británicas, sirviendo, incluso, en una misión cultural en China en 1942. Más tarde viajaría también a Estados Unidos y, una vez terminada la guerra, colaboraría en la rehabilitación del sistema educativo alemán.
En 1949 viaja a la Universidad de California en Berkeley para dictar las 'Sather lectures', serie de conferencias que serán publicadas dos años más tarde bajo el título de "The Greeks and the Irrational" (Los griegos y lo irracional), uno de los libros más influyentes del siglo XX sobre antigüedad clásica. En 1959 publica su edición comentada del Gorgias de Platón. En 1963 ofrece las 'Wiles Lectures' en Belfast, publicada dos años más tarde bajo el título "Pagan and Christian in an Age of Anxiety" (Pagano y cristiano en la época de la ansiedad), obra dedicada principalmente al período que va desde el ascenso al trono de Marco Aurelio hasta la conversión de Constantino. En 1973 reúne en un volumen 6 artículos ya publicados y 4 otros inéditos bajo el título de "The Ancient Concept of Progress and Other Essays on Greek Literature and Belief" (El concepto antiguo de progreso y otros ensayos sobre literatura y creencia griegas). El mismo año, y con motivo de su cumpleaños número 80, la revista The Journal of Hellenic Studies le dedica un número especial. En 1977 publica su autobiografía titulada "Missing Persons".  
Desde su juventud, Dodds se sintió atraído por las investigaciones psíquicas, llegando a formar parte, desde 1927, del consejo de la Society for Psychical Research, siendo su presidente desde 1961 a 1963. 
Desde 1942 formó parte de la British Academy, recibiendo su 'Kenyon medal' en 1971. Fue miembro correspondiente de la Academia Sínica, la Academia de Ciencias de Baviera, la Academia Estadounidense de las Artes y las Ciencias y el Institut de France. Recibió grados honoris causa por las universidades de Mánchester, Dublín, Edimburgo, Birmingham y Belfast. Fue miembro honorario del University College de Oxford y estudiante honorario del Christ Church.

## Obras

### Como autor
- Thirty-Two Poems: With a Note On Unprofessional Poetry (1929)
- Humanism and Technique in Greek Studies (1936) [Lectura inaugural ofrecida en la Universidad de Oxford el 5 de noviembre de 1936]
- Minds in the Making (1941)
- The Greeks and the Irrational (1951)
- Pagan and Christian in an Age of Anxiety; Some aspects of religious experience from Marcus Aurelius to Constantine (1965)
- The Ancient Concept of Progress and Other Essays on Greek Literature and Belief (1973) [artículos y textos de conferencias compuestos entre 1929 y 1971]
- Missing Persons: An Autobiography (1977)

### Traducciones y ediciones críticas
- Select Passages Illustrating Neoplatonism; translation and notes, 2 vols (1923)
- Proclus. Elements of Theology; A revised text  with translation and commentary (1933; 2.ª edición, 1963)
- Euripides. Bacchae, edited with Introduction and Commentary (1944; 2.ª edición, 1960)
- Plato. Gorgias; A Revised Text with Introduction and Commentary (1959)
- Autobiografía sin terminar de  Louis MacNeice The Strings are False 1965
- MacNeice. Collected Poems 1966

### Artículos (selección)
- 'The Parmenides of Plato and the origin of the neoplatonic "One"', Classical Quarterly 22 (1928), pp. 129-142.
- 'Euripides the Irrationalist', Classical Review 43 (1929), pp. 97-104.
- 'Why I Do Not Believe in Survival', Proceedings of the Society for Psychical Research, 42, 135 (1934), pp. 147-172.
- 'Maenadism in the Bacchae', Harvard Theological Review 33 (1940), pp. 155-76. Reimpreso en The Greeks and the Irrational, pp. 270-82.
- 'Three notes on the Medea', Humanitas 4 (1952), pp. 13-18.
- 'Morals and Politics in the Oresteia', Proceedings of the Cambridge Philological Society 6 (1960), pp. 19-31.
- 'Classical Teaching in an Altered Climate', Proceedings of Classical Association 61 (1964), pp. 11-23
- 'On misunderstanding the Oedipus Rex', Greece and Rome 13 (1966), pp. 37-49.
- 'Supernormal Phenomena in Classical Antiquity', Proceedings of the Society for Psychical Research 55, 203, (March 1971), pp. 189-237.

## Edición en español
- Dodds, E. R. (Tercera edición, primera reimpresión 2023). Los griegos y lo irracional. Madrid: Alianza. ISBN 978-84-9181-522-8.

- Datos: Q176172
- Multimedia: E. R. Dodds / Q176172